# Bataille de Jankau
Guerre de Trente Ans
Batailles
La bataille de Jankau est considérée comme une des plus sanglantes de la guerre de Trente Ans. Elle opposa les troupes suédoises, en marche vers Prague, commandées par le général Lennart Torstenson, aux troupes impériales commandées par les généraux Melchior von Hatzfeldt (en) et Götz (en), une grande armée impériale bavaroise. Elle se déroula le 6 mars 1645 à Jankau (Jankovice) en Bohême méridionale.
Les Suédois furent vainqueurs notamment grâce à l'efficacité de leur artillerie. La cavalerie des troupes impériales y fut massacrée. La ville de Vienne est laissée sans défense face aux Suédois qui vont y retourner en 1645 à l'occasion de la bataille de Nördlingen. Le général Hatzfeld y fut fait prisonnier, le général Götz y trouva la mort.

## Déroulement de la bataille
Le commandant en chef des armées suédoises en Allemagne, Lennart Torstensson, avait pris l'offensive en Bohème. Son rival impérial von Hatzfeld décida de le stopper à Jankau où ses troupes étaient solidement installées quoique assez vulnérables sur leur gauche.
Le 6 mars 1645 à 6 heures du matin, les Suédois firent mine d'attaquer le flanc droit des Impériaux, obligeant von Hatzfeld à se rendre sur place pour mesurer l'ampleur de l'offensive adverse. En son absence, son flanc gauche attaqua les troupes ennemies mais fut cloué sur place par le feu de mousqueterie, l'obligeant à battre en retraite vers 11h30.
Vers 13 heures Torstensson fit pilonner le centre des Impériaux par son artillerie avant de faire donner l'assaut, mais celui-ci fut stoppé ; les Suédois lancèrent alors leur cavalerie sur celle de l'adversaire, situé à droite, qui fut dispersée. En revanche, sur la gauche, ce fut celle de von Hatzfeld qui triompha et parvint jusqu'au train de bagages de Torstensson, commettant l'indiscipline de s'y livrer au pillage. Le maréchal suédois rassembla alors ses troupes et les y délogea.
L'infanterie impériale privée de toute couverture sur ses flancs s'effondra vers 16 heures, laissant aux Suédois des milliers de prisonniers dont von Hatzfeld en personne. Fort de ce succès, Lennart Torstensson pénétra en Autriche et menaça Vienne, mais ses troupes à court de ravitaillement et exténuées l'en empêchèrent, l'obligeant à battre en retraite en décembre.